# Isla Catalinita
Isla Catalinita es el nombre que recibe una pequeña isla de 22 hectáreas (equivalentes a 0,22 km²) que se encuentra al sureste del país caribeño de República Dominicana, está a 1,4 kilómetros de la parte continental (Isla principal dominicana, la Española) y a 3,5 km al norte de la vecina mayor Isla Saona. 
Ambas islas forman parte del Parque Nacional Cotubanamá y se encuentran bajo protección especial del gobierno de ese país.
Isla Catalinita está deshabitada. A causa de sus arrecifes de coral poco profundos y sitios de buceo en la isla, es a menudo visitada por los barcos turísticos.